# Che soluzione, amigo!
Che soluzione, amigo! (Swing Ding Amigo) è un cortometraggio Looney Tunes uscito nel 1966, diretto da Robert McKimson e scritto da Sid Marcus.

## Distribuzione

### Edizione italiana
Esistono tre doppiaggi italiani del corto. Nel primo Daffy è  doppiato da Franco Latini e Speedy Gonzales da Flora Carosello. In seguito Latini ne registrò anche un altro dove doppiava sia Daffy Duck che Speedy Gonzales. Nel 2003 viene effettuato un nuovo doppiaggio con le voci di Marco Mete (Daffy) e Fabrizio Vidale (Speedy). Da allora in poi viene usato sempre il ridoppiaggio.